# Adam Horatio Casparini
Pour les articles homonymes, voir Casparini.
Adam Horatio (également Orazio) Casparini (né le 29 juillet 1674 à Padoue, mort le 11 août 1745 à Breslau) est un facteur d'orgue allemand actif à Breslau. Son père Eugenio Casparini comme son fils Adam Gottlob Casparini sont aussi facteurs d'orgue.

## Réalisations
| Année | Lieu           | Bâtiment                                                              | Photo | Clavier | Registre | Remarques                             |
| ----- | -------------- | --------------------------------------------------------------------- | ----- | ------- | -------- | ------------------------------------- |
| 1697  | Untermais      |                                                                       |       |         |          | Probablement avec son père.           |
| 1703  | Görlitz        | Église paroissiale Saint-Pierre Saint-Paul (Görlitz), orgue du Soleil |       |         |          | En collaboration avec son père.       |
| 1706  | Hirschberg     | Église paroissiale catholique                                         |       |         |          | Achevé d'après les plans de son père. |
| 1716  | Wohlau         | Église de Lorenz                                                      |       |         |          |                                       |
| 1731  | Legnickie Pole | Église du monastère                                                   |       |         |          |                                       |
| 1737  | Breslau        | Église Aldabert                                                       |       |         |          |                                       |